# To Potami
To Potami  (grekiska: Το Ποτάμι, floden) är ett politiskt parti i Grekland. Partiets inriktning är socialliberalt och socialdemokratiskt och övertygat pro-europeiskt.  Partiet grundades år 2014 och fick två platser i Europaparlamentet 2014 års val. Där sitter partiets ledamöter i Gruppen Progressiva förbundet av socialdemokrater i Europaparlamentet men partiet är däremot inte medlem i Europeiska socialdemokratiska partiet (PES).